# Liste der spanischen Botschafter in Chile

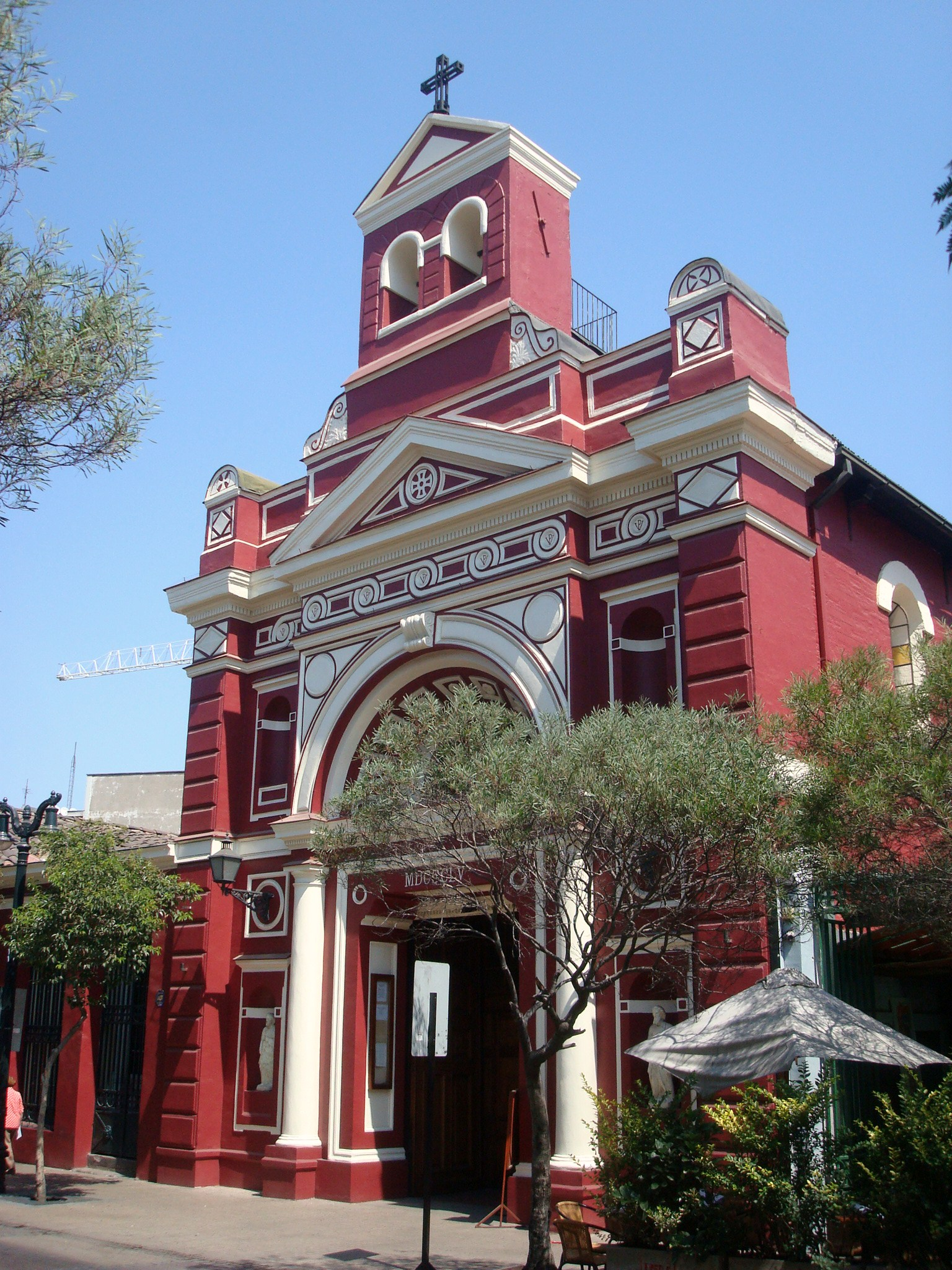
Die Iglesia de la Vera Cruz wurde auf Initiative von Salvador De Tavira 1847 an dem Ort errichtet, an dem Pedro de Valdivia residierte.

Die spanische Botschaft befindet sich in der Avenida 11 de Septiembre 1901, Providencia (Chile)
| Akkreditierung | Name                                        | Bemerkungen                        | ernannt von                  | akkreditiert bei                | Posten verlassen |
| -------------- | ------------------------------------------- | ---------------------------------- | ---------------------------- | ------------------------------- | ---------------- |
| 1848           | Salvador De Tavira                          | Geschäftsträger                    | Isabella II.                 | Manuel Bulnes Prieto            |                  |
| 1853           | Salvador De Tavira                          | Ministre plénipotentiaire          | Isabella II.                 | Manuel Montt Torres             |                  |
| 1855           | Eduardo Asquerino                           | Ministre plénipotentiaire          | Isabella II.                 | Manuel Montt Torres             |                  |
| 1863           | Salvador de Tavira                          | Ministre plénipotentiaire          | Isabella II.                 | José Joaquín Pérez Mascayano    |                  |
| 1884           | Enrique Vallés                              | Ministre plénipotentiaire          | Alfons XII.                  | Domingo Santa María González    |                  |
| 1890           | Duque De Almodóvar del Valle                | Ministre plénipotentiaire          | Alfons XIII.                 | José Manuel Balmaceda           |                  |
| 1892           | José (duque de Arcos) De Brunetti y Cayoso  | Ministre plénipotentiaire          | Alfons XIII.                 | Jorge Montt Álvarez             |                  |
| 1895           | Salvador López Guijarro                     | Ministre plénipotentiaire          | Alfons XIII.                 | Jorge Montt Álvarez             |                  |
| 1901           | José De Llavería                            | Ministre plénipotentiaire          | Alfons XIII.                 | Aníbal Zañartu                  |                  |
| 1915           | Manuel G. de Acilu                          | Geschäftsträger                    | Alfons XIII.                 | Juan Luis Sanfuentes Andonaegui |                  |
| 1917           | Manuel García Jove                          | Ministre plénipotentiaire          | Alfons XIII.                 | Juan Luis Sanfuentes Andonaegui |                  |
| 1920           | Manuel Walls y Merino                       | Ministre plénipotentiaire          | Alfons XIII.                 | Arturo Alessandri Palma         |                  |
| 1922           | Bernardo Almeida y de Herreros              | Ministre plénipotentiaire          | Alfons XIII.                 | Arturo Alessandri Palma         |                  |
| 1927           | Santiago Méndez de Vigo                     | Ministre plénipotentiaire          | Alfons XIII.                 | Carlos Ibáñez del Campo         |                  |
| 1928           | Santiago Méndez de Vigo                     |                                    | Alfons XIII.                 | Carlos Ibáñez del Campo         |                  |
| 1929           | José Gil Delgado y Olazábal                 |                                    | Alfons XIII.                 | Carlos Ibáñez del Campo         |                  |
| 1931           | Ricardo Baeza y Durán                       |                                    | Niceto Alcalá Zamora         | Pedro Opazo                     |                  |
| 1934           | Rodrigo Soriano                             |                                    | Niceto Alcalá Zamora         | Carlos Dávila Espinoza          |                  |
| 1941           | Juan Ignacio Luca de Tena                   |                                    | Francisco Franco             | Jerónimo Méndez                 |                  |
| 1943           | Luis Martínez de Irujo y Caro               |                                    | Francisco Franco             | Juan Antonio Ríos Morales       |                  |
| 1949           | José María Doussinague y Texidor            |                                    | Francisco Franco             | Alfredo Duhalde                 |                  |
| 1950           | José María Doussinague y Texidor            |                                    | Francisco Franco             | Alfredo Duhalde                 |                  |
| 1959           | Tomás Suñer Ferrer                          |                                    | Francisco Franco             | Jorge Alessandri Rodríguez      |                  |
| 1966           | Miguel María de Lojendio e Irure            |                                    | Francisco Franco             | Eduardo Frei Montalva           |                  |
| 1970           | Miguel Sainz de Llanos                      |                                    | Francisco Franco             | Salvador Allende Gossens        |                  |
| 1971           | Enrique Pérez Hernández y Moreno            |                                    | Francisco Franco             | Salvador Allende Gossens        |                  |
| 1974           | Luis García de Llera y Rodríguez            |                                    | Carlos Arias Navarro         | Augusto Pinochet                |                  |
| 1975           | Emilio Beladiez Navarro                     |                                    | Carlos Arias Navarro         | Augusto Pinochet                |                  |
| 1977           | Luis Arroyo Aznar                           |                                    | Adolfo Suárez                | Augusto Pinochet                |                  |
| 1979           | Salvador Bermúdez de Castro y B.            |                                    | Adolfo Suárez                | Augusto Pinochet                |                  |
| 1983           | Miguel Solano Aza                           |                                    | Felipe González              | Augusto Pinochet                |                  |
| 1988           | Félix Fernández-Shaw Baldasano              |                                    | Felipe González              | Augusto Pinochet                |                  |
| 1990           | Pedro Bermejo Marín                         | (* 4. Januar 1930 in Almendralejo) | Felipe González              | Patricio Aylwin Azócar          |                  |
| 1995           | Nabor García García                         |                                    | Felipe González              | Eduardo Frei Ruiz-Tagle         |                  |
| 1997           | Juan Ramón Egea Ibáñez                      |                                    | José María Aznar             | Eduardo Frei Ruiz-Tagle         |                  |
| 2001           | Juan Alfonso Ortiz                          |                                    | José María Aznar             | Ricardo Lagos                   |                  |
| 2005           | José Antonio Martínez de Villarreal y Baena |                                    | José Luis Rodríguez Zapatero | Ricardo Lagos                   |                  |
| 2008           | Juan Manuel Cabrera Hernández               |                                    | José Luis Rodríguez Zapatero | Michelle Bachelet               |                  |
| Sep. 2011      | Ignacio de Palacio España                   |                                    | José Luis Rodríguez Zapatero | Sebastián Piñera                |                  |